# Luminosity Gaming
Luminosity Gaming (LG) é uma organização profissional de esportes eletrônicos sediada em Toronto, Canadá. Fundada em 2015 por Steve "Buyaka" Maida, possui equipes competindo em Call of Duty, Apex Legends, PlayerUnknown's Battlegrounds, Rainbow Six Siege, Rocket League e Super Smash Bros.
A organização é mais conhecida no Brasil por sua ex-equipe brasileira de Counter-Strike: Global Offensive, campeã do MLG Columbus 2016, o primeiro título Major de uma equipe brasileira, e também de diversos outros campeonatos de primeira linha. Em 24 de junho de 2016, a Luminosity Gaming vendeu seu elenco campeão inteiro para a organização alemã SK Gaming.

## História

### Counter-Strike: Global Offensive
Apenas três semanas depois de trazer um jogador novo, a Luminosity se desfez de seu antigo elenco de Counter-Strike e contratou uma equipe de jogadores brasileiros, formado por Gabriel "FalleN" Toledo, Fernando "fer" Alvarenga, Marcelo "coldzera" David, Lucas "steel" Lopes e Ricardo "boltz" Prass, junto com o treinador Renato "nak" Nakano. Em novembro de 2015, a Luminosity trocou os três últimos por Lincoln "fnx" Lau, Epitácio "TACO" de Melo e o treinador Wilton "zews" Prado, e alcançou as quartas de final do DreamHack Open Cluj-Napoca 2015. Luminosity venceu o MLG Major Columbus 2016 em 3 de abril de 2016. Em 8 de maio de 2016, o Luminosity venceu o DreamHack Austin, onde derrotou o time brasileiro Tempo Storm por 2 a 0 na final. Alguns dias depois, em 16 de maio de 2016, a equipe venceu as finais da 3ª temporada da ESL Pro League depois de derrotar a G2 Esports por 3 a 2 nas finais. Em 24 de junho de 2016, foi anunciado oficialmente que o elenco brasileiro se juntaria a SK Gaming em 1º de julho de 2016. O torneio final do elenco com a Luminosity foi a 1ª temporada do Esports Championship Series, onde ficou em segundo lugar, perdendo para a G2 Esports nas finais.

Luminosity assinou com a equipe brasileira WinOut em 30 de julho de 2016. Sua escalação era composta por Renato "nak" Nakano, Bruno "bit" Lima, Lucas "destinyy" Bullo, Vinicios "PKL" Coelho, Gustavo "yeL" Knittel e pelo treinador Alessandro "apoka" Marcucci. Renato "nak" Nakano e Bruno "bit" Lima foram expulsos da equipe em 8 de setembro de 2016. Gustavo "SHOOWTiME" Gonçalves e Bruno "shz" Martinelli ingressaram na Luminosity em 11 de setembro. Em 12 de setembro de 2019, a Luminosity abandonou sua segunda escalação brasileira.